# Kid Icarus
Kid Icarus (jap. 光神話 パルテナの鏡, Hikari Shinwa: Parutena no Kagami, dt. „Lichtmythos: Palutenas Spiegel“) ist eine Videospielreihe von Nintendo, die in einer Phantasiewelt spielt, die Elemente aus der griechischen Antike bezieht. Das erste Spiel, Kid Icarus, erschien 1986/1987 für das Famicom Disk System/Nintendo Entertainment System, das zweite, Kid Icarus: Von Mythen und Monstern, 1991/1992 für den Game Boy. Mit Kid Icarus: Uprising erschien 2012 der dritte Teil der Serie für den Nintendo 3DS.

## Computerspiele

### Kid Icarus: Von Mythen und Monstern
Für den Game Boy wurde 1991 der Nachfolger Kid Icarus: von Mythen und Monstern (Original: Kid Icarus: Of Myths and Monsters) von Nintendo of America (NoA) veröffentlicht, der aber damals in Japan selbst nicht erschienen ist.
Die Geschichte beginnt mit einem schrecklichen Traum Palutenas vom Untergang Engel-Lands (Angel Land). Schnell ruft sie einen Traumdeuter zu sich, der ihr erklärt, dass der Palast von Orcos, König der Dämonen, und seinen Untergebenen überfallen wird. So schickt sie den jungen Pit auf eine Mission die heiligen Schätze zum Palast zurückbringen. Diese Mission ist zugleich ein Test, um zu beweisen, dass Pit würdig ist, diese Schätze zu tragen. Daraufhin kommt Orcos, entführt die Göttin mit den Worten „Ich habe die Göttin entführt, du kriegst sie erst wieder, wenn du mich im Kampf besiegst!“ So besiegt Pit Orcos und bringt wieder Frieden nach Engel-Land.
Die Spielmechanik von Kid Icarus bleibt größtenteils erhalten, aber anders als im ersten Teil kann Pit zwar immer noch nicht mit seinen kleinen Flügeln fliegen, dafür kann er sie nutzen, um langsamer zu Boden zu gleiten (Genauso wie Waschbär-Mario durch ständiges Drücken der A-Taste in Super Mario Bros. 3 langsam zu Boden gleiten kann). Zudem hängt die Spielweise davon ab, ob man zum Schluss auch alle heiligen Schätze tragen darf oder ob man ihrer nicht würdig war. Die drei heiligen Schätze wurden auch verändert: Die Lichtpfeile blieben erhalten, die Pegasusflügel erlauben nicht mehr permanentes Schweben in der Luft, sondern unendlich viele Luftsprünge. Die größte Veränderung erhielt jedoch der Spiegelschild. Dieser wurde zu einer Silberrüstung umgearbeitet, die die Verteidigung des Helden erhöht. Da nun Medusa aufgrund ihrer Niederlage im Original nicht mehr die Truppen Palutenas versteinern kann, dient der Hammer nur noch zum Steine und Wände zertrümmern.
Das Spiel unterstützt nun auch senkrechtes und waagerechtes Scrolling auf einmal und daraus folgernd in jede Richtung (nicht so sein Vorgänger, der es nur erlaubt, pro Level entweder senkrecht aufzusteigen oder waagerecht zu laufen).

### Weitere Fortsetzungen und Gerüchte
Abgesehen von längst vergessenen Gerüchten über einen Nachfolger für das Super Famicom/Super NES (der niemals erschien) ist nichts über eine Fortsetzung des Spiels bekannt. 2003 wurde spekuliert, dass das eingestellte Capcom-Spiel Dead Phoenix für den Gamecube als Fortsetzung von Kid Icarus geplant war.
2004 wurde Kid Icarus in Japan für den Game Boy Advance als Teil der Famicom-Mini-Serie neu veröffentlicht. Seit dem 23. Februar 2007 ist Kid Icarus auch für die Virtual Console der Wii verfügbar.
2005 deutete Nintendos legendärer Spieldesigner Shigeru Miyamoto in einem Interview mit dem Onlinemagazin IGN an, dass ein Kid-Icarus-Spiel für die sich damals noch in der Entwicklung befindende Spielkonsole Wii möglich sei. Ein Jahr später wurde auf der Unterhaltungsmesse E3 2006 der Kid-Icarus-Held Pit als neue spielbare Figur für den dritten Teil der beliebten Super-Smash-Bros.-Reihe für Wii vorgestellt.

## Rezeption

### Super Smash Bros. Brawl
Nach einer Abwesenheit von mehr als 15 Jahren wurde auf der E3 2006 veröffentlicht, dass Pit ein spielbarer Charakter in Nintendos neustem Teil des erfolgreichen Kampfspieles Super Smash Bros. für die Wii sein wird. Pits Hauptwaffe ist der heilige Bogen der Palutena („Sacred Bow of Palutena“), den er je nach Kampfsituation in zwei kurze Schwerter aufteilen kann. Diese Fähigkeit des Bogens wurde nie im Spiel Kid Icarus selbst erwähnt und ist bislang ein exklusiver Angriff für Super Smash Bros. Brawl. Zudem trägt er schon von Anfang an alle drei heiligen Schätze: Die Flügel des Pegasus lassen ihn mehrmals in der Luft springen, die Lichtpfeile sind seine primären Projektilwaffen und der Spiegelschild reflektiert eingehende Angriffe.
Der Ultra-Smash-Angriff von Pit ist das Heer der Palutena. Palutena selbst erscheint auf dem Bildschirm und beschwört die Zenturionen, die, genau wie im Originalspiel, die gegnerischen Mitspieler angreifen. Genau wie im Originalspiel sterben die Zenturionen bei einem Angriff ziemlich schnell. Hier können diese jedoch nicht mit Pfeil und Bogen schießen, sondern rammen die Gegner nur.
Das Reich der Lüfte ist eine spielbare Welt in Super Smash Bros. Brawl. Der Hauptkampfplatz, gelegen über einem malerischen, in gelbem Sonnenlicht getauchten Wolkenmeer, besteht aus einer großen unteren Ebene, zwei kleine Plattformen seitlich der Hauptebene und eine etwas größere Ebene über allen anderen, sowie einer Plattform unter der Hauptebene. Das besondere an diesen Steinebenen: Diese können, wenn angegriffen, zerbersten und Schaden zufügen. Dabei entstehen sofort betretbare, wolkenähnliche Plattformen. Im Hintergrund ist eine weitere fliegende Insel zu sehen, auf dem der Palast am Himmel steht. Um dieses Gebäude herum stehen weitere Säulen, auf denen wiederum weitere Statuen stehen. Eine gewaltige Statue stellt Göttin Palutena dar: In der linken Hand den Spiegelschild, in der rechten Hand ein Zepter. Eine weitere Insel im Hintergrund lässt einen kleinen Wasserfall durch das Wolkenmeer herunter.
Wie im Originalspiel fällt man leicht durch Wolkenebenen hindurch und man kann nicht durch Steinplattformen springen.
Im Hintergrund dieser Welt ist ein neues Arrangement des Unterweltthemas zu hören. In diesem Stück sind auch das Spielende-Thema und der Angriff des Grimmen Schnitters zu hören. Weitere Musikstücke sind ein neues Arrangement vom Titelthema und des Himmelsreichthemas. Das letzte Stück ist ein Medley aller originalen NES-Musikstücke des Spiels: Titelthema, Unterwelt, Oberwelt, Ziel erreicht, Spielende.
Pit wird in der japanischen Version von Minami Takayama synchronisiert, welche dort unter anderem als Synchronstimme von Detektiv Conan aus der gleichnamigen Anime-Serie bekannt ist. In allen anderen Versionen wird er synchronisiert von Lani Minella.

### Cameo
Der Held Pit oder andere Spielelemente hatten Gastauftritte in folgenden Spielen:
- 1989: Tetris (NES) – Pit spielt die Harfe, wenn man Spiel B auf Level 9 Stufe 5 gewinnt
- 1990: F-1 Race (GB) – Bevor man Rennstrecke 8 beginnt, begrüßt Pit den Spieler. Wenn man das Spiel durchgespielt hat, gratulieren einem nochmals alle Nintendo-Helden
- 1996: Kirby Super Star (SNES) – In „The Great Cave Offensive Treasures“ kann man die Pegasus-Flügel finden.
- 2001: Super Smash Bros. Melee (NGC) – Es gibt eine Pit-Trophäe, auf der steht: „Wird er jemals wieder kämpfen?“
- 2004: WarioWare: Twisted! (GBA) – Ein Minispiel basierend auf Kid Icarus. Man steuert Pit und muss Schlangen und den Geschossen des Eggplant Wizard ausweichen. Auch die Musik ist eine Passage des Original Soundtracks.
- 2006: Electroplankton (NDS) – benutzt u. a. Klangeffekte und das Kerker-Thema von Kid Icarus.
- 2007: WarioWare: Smooth Moves (Wii) – Opening Night: Nintendo-Helden spielen in einem Orchester, darunter auch Pit. Unter anderem spielen sie das „Kid Icarus“-Titellied.
- 2008: Super Smash Bros. Brawl (Wii) – Die Kid-Icarus-Reihe ist im neuesten Teil der Super-Smash-Bros.-Reihe repräsentiert. Unter anderem ist Pit ein spielbarer Charakter, ausgerüstet mit den drei heiligen Schätzen, Palutena ist ein NSC im Subraum-Emissär, als Ultrasmash von Pit wird Palutena beschworen und eine Armee von Zenturionen herbeigerufen, das Schloss am Himmel ist eine Kampfstage, einige Artworks aus der Serie sind in dem Spiel als Sticker enthalten und das Unterwelt- wie auch das Himmelsreichthema spielen im Hintergrund der Kampfstage.
- 2014: Super Smash Bros. for Nintendo 3DS (Nintendo 3DS) / Super Smash Bros. for Wii U (Wii U) – Pit ist als spielbarer Charakter enthalten. Palutena und der Finstere Pit wurden als spielbare Charaktere hinzugefügt.
- 2018: Super Smash Bros. Ultimate (Switch) – Sowohl Pit und der Finstere Pit als auch Palutena sind im Spiel als spielbare Charaktere enthalten.

### Captain N: The Game Master
Pit ist auch einer der Hauptcharaktere aus der Trickfilmserie Captain N: The Game Master und war im Englischen gesprochen von Alessandro Juliani. In der Serie ist er ein Mitglied des N-Teams, einer Gruppe von Videospielcharakteren geführt vom Menschen Kevin. Zusammen beschützen sie Video Land gegen viele Videospiel-Bösewichte, darunter auch einer der Hauptbösewichte Eggplant Wizard (einer der mächtigeren Standardgegner aus Kid Icarus) sowie in einer Folge Medusa, Göttin der Finsternis. Ähnlich wie im Spiel besitzt Pit einen magischen Bogen, mit dem er anders als im Spiel, verschiedene Arten von speziellen Pfeilen schießen kann (à la Green Arrow). Zusätzlich kann er die ganze Zeit fliegen, was Pit im Spiel nur schaffen kann, wenn er die Flügel des Pegasus trägt.
Pit trägt in der Serie den Namen „Kid Icarus“, im Comic von Captain N jedoch wird er wieder Pit genannt. Auch enden viele seiner Worte und Sätze mit dem Suffix „-icus“, was aber nur eine Idee der Schreiber war und nicht aus der Spieleserie hervorscheint.
Prinzessin Lana war zuvor wohl als Göttin Palutena vorgesehen, da diese viele Gemeinsamkeiten im Charakterdesign haben.

## Character Design
Pits Character Design hatte sich über die Jahre kaum verändert, sie bezog jedoch häufig Elemente aus der griechischen Antike (wie die Toga und die Sandalen). Seine Hauptwaffe ist der Bogen. In Von Mythen und Monstern hat Pit einen Lorbeerkranz erhalten.
Als Teil der Evolution des Charakters sahen es die Entwickler von Super Smash Bros. Brawl als angemessen, das Design des Charakters zu überarbeiten. Pit erscheint nun älter und nicht mehr im kindlichen Design vorheriger Spiele. Nintendo beschreibt das neue Design als „a giant leap forward in his evolution“ (einen riesigen Sprung vorwärts in seiner Entwicklung).

## Trivia
- Pit, Palutena und viele weitere Figuren basieren auf der griechischen Mythologie. Genauso wie Medusa, Cerberus, Hydra und Pandora. Dazu kommen Tempel, Säulen und andere Elemente der griechischen Antike, die dem Spieler insgesamt ein antikes Flair bieten.
- Palutena ist eine typische „Dame in Not“ (wie auch Prinzessin Peach und Prinzessin Zelda, die seit den 1980ern jedoch immer mehr Charakter bekommen haben)
- Palutena ist eine Mischung aus mehreren griechischen Gottheiten: Apollo, Gott des Lichtes, Demeter, Gott der Landwirtschaft, und Athene, aus der ein Teil ihres Namens kommt.
- Palutena heißt im japanischen Original パルテナ Parutena. Dieser Name bezieht sich auf den Parthenon. Pit wird dort ピット Pitto genannt.
- Als Hommage an das originale Schwesterspiel von Metroid sind die unbekannten Gegenstände, die man in Metroid: Zero Mission erhalten kann, von den 3 heiligen Schätzen von Kid Icarus ableitbar: der Plasma Beam und die Pfeile des Lichtes fliegen durch mehrere Gegner auf einmal, der Space Jump und die Flügel des Pegasus erlauben Sprünge in der Luft, der Gravity Suit und der Spiegelschild steigern die Verteidigung.
- Auch muss Link aus The Legend of Zelda oft Gegenstände sammeln, die sich auf die drei heiligen Schätze beziehen: Pegasusstiefel, Lichtpfeile und Spiegelschild.
- Der Gegner Komayto aus Kid Icarus ist tatsächlich ein Metroid. Die japanische Aussprache von diesem Gegner ist eigentlich (Ko Me To). Das „MeTo“ ist die Kurzfassung von „Metoroido“ oder „Metroid“ und „Ko“ steht für Kind. Der Name Komayto bedeutet also so viel wie „Metroid-Kind“. Außerdem hat der Gegner Shulm eine große Ähnlichkeit mit einem Gumba aus Super Mario.
- Auf Seite 38 des Kid-Icarus-Handbuches wird die Gegnerin Syren dargestellt. Sie ist die einzige humanoide (vom Oberkörper her), weibliche Nintendofigur, deren nackte Brüste man eindeutig sehen kann.
- Pit schießt seine Pfeile mit der linken Hand, wie man es in der Super-Smash-Bros.-Brawl-Vorschau von der E3 2006 sehen kann.
- Im Spiel Super Smash Bros. für Wii U und 3DS ist Pit erneut spielbar, ebenfalls wurde Palutena als spielbarer Charakter angekündigt was ihr Debüt als spielbarer Charakter feiert.